# Dichiarazione di Rhens
La dichiarazione di Rhens (in tedesco Kurverein von Rhense) fu un atto emanato nel 1338, riguardante l'elezione del re da parte dei principi elettori tedeschi.
Riuniti nella cittadina di Rhens, i sei principi elettori (Giovanni I di Boemia era assente) dichiararono che l'elezione del re dei Romani era valida a prescindere da qualsiasi conferma o autorizzazione da parte del pontefice. Di conseguenza confermavano la legittimità del regno di Ludovico il Bavaro di fronte allo scontro con papa Giovanni XXII, sconfessando la tesi per cui l'elezione imperiale necessitasse dell'approvazione pontificia.
In questo modo tramontavano le pretese universalistiche dell'impero, sconnettendo il riconoscimento imperiale dal riferimento a Roma. Di conseguenza, il Sacro romano impero nel corso dei secoli successivi si configurò sempre più come una confederazione di principi tedeschi, assumendo la forma di un corpo politico prettamente germanico inserito nel comune contesto delle monarchie europee.